# 岩手県立東和高等学校
岩手県立東和高等学校（いわてけんりつとうわこうとうがっこう）は、岩手県花巻市東和町に存在した県立の高等学校。
2008年（平成20年）4月に岩手県立花巻北高等学校に統合され2010年（平成22年）3月に閉校となった。

## 概要
- 設置学科　全日制課程　
  - 普通科

- 部活では卓球部の活躍が目立っていた
  - 昭和58年には岩手県初となる男女アベック優勝
  - 昭和61〜63年は3年間連続で団体インターハイ出場
    - 昭和63年東北大会成績
      - 男子団体準優勝
      - 個人2名3位
        - 小田島
        - 及川

      - ダブルス優勝
        - 小田島 及川ペア

  - 卒業生は現在 地元花巻市で小中高生の指導を行っている。

## 所在地
- 〒028-0115　花巻市東和町安俵3区1番地